# Illingen (Saar)

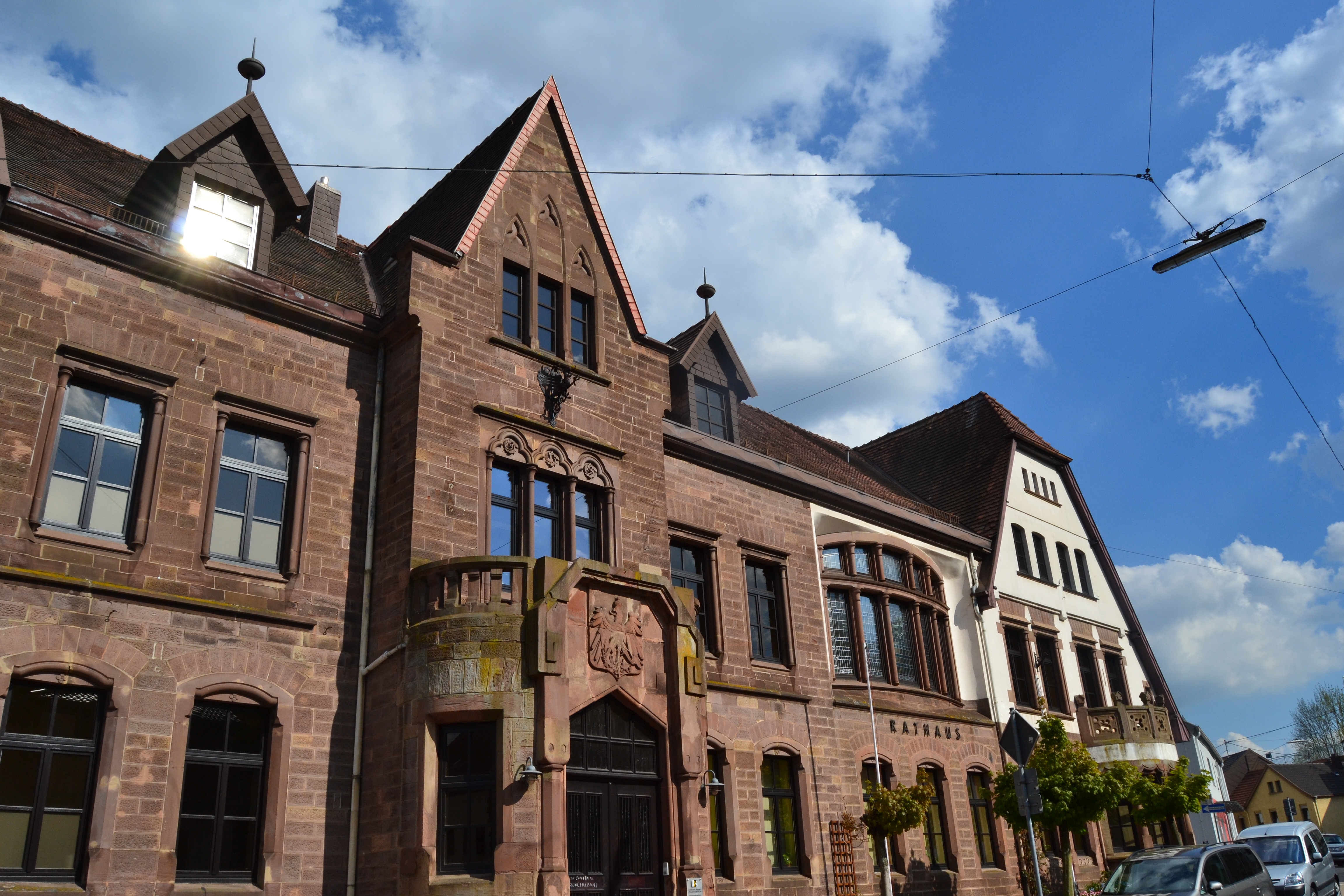
Illinger Rathaus

Illingen ist eine saarländische Gemeinde im Landkreis Neunkirchen, etwa 20 km nördlich von Saarbrücken gelegen. Der staatlich anerkannte Erholungsort gilt als Zentrum des Illtals.

## Geographie

### Geografische Lage

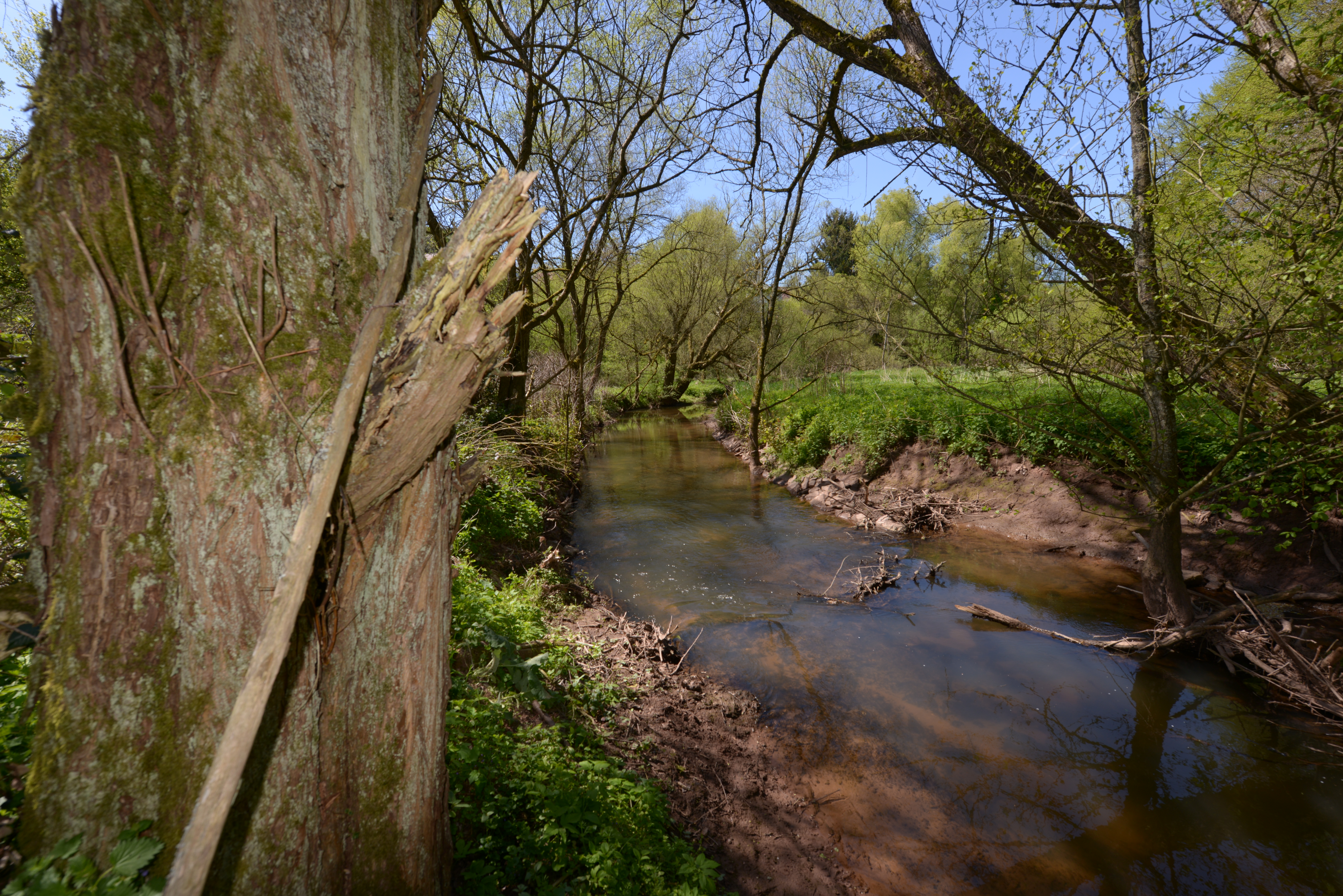
Ill im Burgpark in Illingen

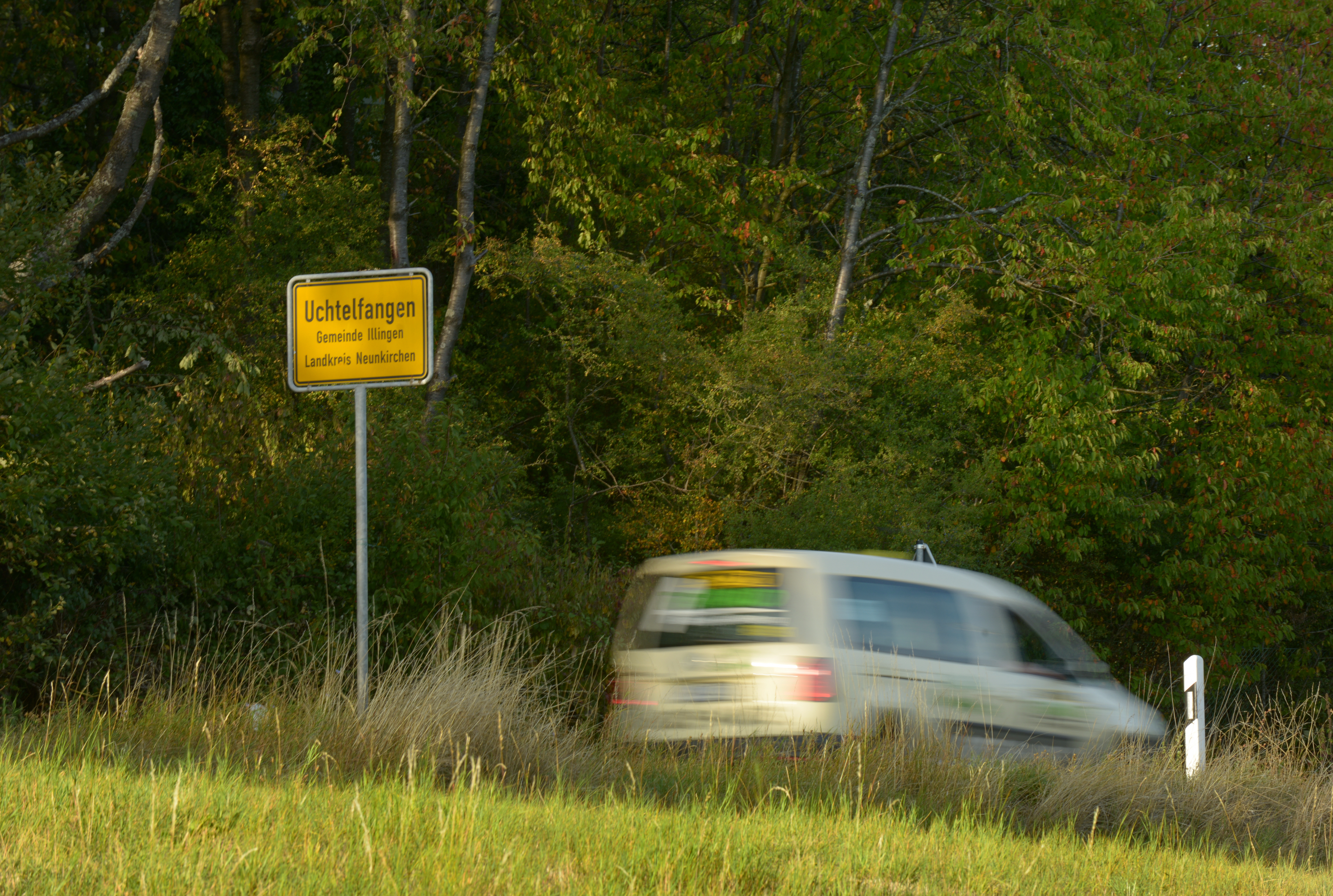
Illinger Ortsteil Uchtelfangen

Illingen liegt im Westen des Landkreises Neunkirchen und gehört zu dem eher landwirtschaftlich geprägten Prims-Blies-Hügelland mit abwechslungsreich strukturierter Kulturlandschaft. Durch Illingen fließt der Mittelgebirgsbach Ill, der nördlich von Urexweiler entspringt und bei Bubach-Calmesweiler in die Theel mündet.

### Ortsteile
Die Gemeinde gliedert sich seit der Gebiets- und Verwaltungsreform von 1974 in sechs Ortsteile. Die gerundeten Einwohnerzahlen beziehen sich auf Mitteilungen der Gemeinde Illingen im Jahr 2020.
| Ortsteil     | Einwohner | Ortsvorsteher         |
| ------------ | --------- | --------------------- |
| Hirzweiler   | 1.200     | Ralf Fischer (SPD)    |
| Hüttigweiler | 3.200     | Guido Jost (SPD)      |
| Illingen     | 5.000     | Wolfgang Scholl (CDU) |
| Uchtelfangen | 3.700     | Stefan Maas (CDU)     |
| Welschbach   | 1.100     | Reiner Müller (UGKM)  |
| Wustweiler   | 2.400     | Michael Oswald (CDU)  |
| Insgesamt    | 16.600    |                       |

### Nachbargemeinden
An die Gemeinde Illingen grenzen im Uhrzeigersinn und im Norden beginnend Marpingen, Ottweiler, Schiffweiler, Merchweiler, Quierschied, Heusweiler und Eppelborn.

### Klima
Der Jahresniederschlag beträgt 963 mm. Der trockenste Monat ist der April. Am meisten regnet es im Dezember. 82 % der Messorte des Deutschen Wetterdienstes zeigen niedrigere Werte an; der Niederschlag liegt somit im oberen Fünftel. Die jahreszeitlichen Niederschlagschwankungen liegen im mittleren Drittel. In 55 % aller Orte schwankt der monatliche Niederschlag weniger.

## Geschichte

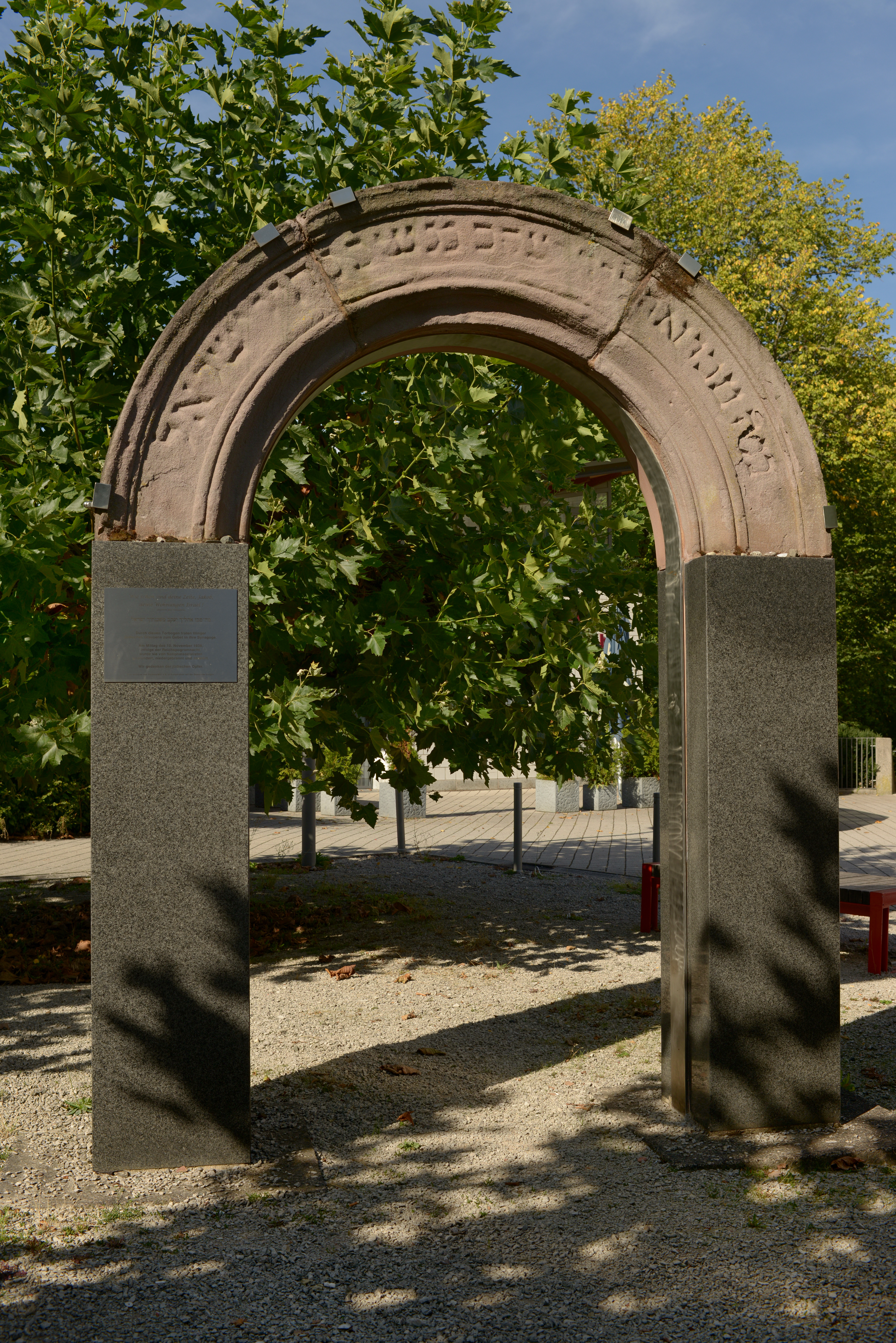
Torbogen der ehemaligen Synagoge Illingen

Erstmals urkundlich erwähnt wurde Illingen im Jahr 893, als der Bischof von Metz den Besitz des Klosters Neumünster bei Ottweiler um ein Gut in Illingen erweiterte. Im 14. Jahrhundert vergaben die Grafen von Saarwerden die Illinger Burg, heute Burg Kerpen genannt, als Lehen an die aus der Eifel stammenden Herren von Kerpen. Ab dem 16. Jahrhundert war Illingen eine freie Reichsherrschaft. Dies bedeutet, dass die Herren von Kerpen als Landesherren ihr Territorium innerhalb des Heiligen Römischen Reichs innenpolitisch weitgehend selbständig beherrschten.
Die Herren von Kerpen wurden im frühen 18. Jahrhundert in den Freiherrenstand erhoben. Ihre Herrschaft endete mit den Eroberungen Frankreichs nach der französischen Revolution und dem daraus resultierenden Verlust ihrer Hoheitsrechte 1794. 1798 wurde Illingen von der französischen Verwaltung der Mairie (Bürgermeisterei) Uchtelfangen zugeschlagen. Ab 1815 war Illingen Teil des Staates Preußen und damit ab 1871 des Deutschen Reichs. Im Jahr 1877 wurde die Bürgermeisterei Illingen gegründet, aus der später die Gemeinde Illingen entstand.
1920 wurde Illingen als Teil des Saargebiets von Deutschland abgetrennt und unter Verwaltung des Völkerbunds gestellt. Nach der ersten Saarabstimmung im Jahr 1935 gehörte Illingen wieder zum Deutschen Reich, von 1947 bis 1956 zum teilsouveränen französischen Protektorat Saar. Nach Umsetzung der zweiten Saarabstimmung von 1955 gehörte Illingen ab dem 1. Januar 1957 als Teil des neuen Bundeslandes Saarland zur Bundesrepublik Deutschland. Bis Mitte des 19. Jahrhunderts war in Illingen eine Kienrußbrennerei in Betrieb.
Zwischen dem 18. Jahrhundert und 1940 bestand in Illingen eine jüdische Gemeinde. 1859 fand die Einweihung der neuen Illinger Synagoge in der Hauptstraße statt. 1933 lebten 107 jüdische Bürger in Illingen, 1938 waren es nur noch 32. Die Synagoge wurde in den Novemberpogromen 1938 niedergebrannt und 1949 abgerissen. Im Oktober 1940 wurden die verbliebenen 19 jüdischen Illinger Bürger im Rahmen der sogenannten Wagner-Bürckel-Aktion nach Gurs deportiert.

### Eingemeindungen
Am 1. Januar 1974 wurden mit der Gebiets- und Verwaltungsreform die bis dahin selbständigen Gemeinden Hirzweiler, Hüttigweiler, Uchtelfangen, Welschbach und Wustweiler eingegliedert.
| Hirzweiler | Hüttigweiler | Uchtelfangen | Welschbach | Wustweiler |
| ---------- | ------------ | ------------ | ---------- | ---------- |

### Ausgliederungen
Am 1. Januar 1974 wurde ein Gebiet mit damals mehr als 150 Einwohnern an die Nachbargemeinde Schiffweiler abgetreten.

## Politik

### Gemeinderat
Die Gemeinderatswahl am 9. Juni 2024 führte zu folgendem Ergebnis (mit Vergleichszahlen aus 2009, 2014 und 2019):
|                                      | 2024    | 2024  | 2024    | 2019    | 2019  | 2019    | 2014    | 2014  | 2014    | 2009    | 2009  | 2009 |
| Stimmen                              | Prozent | Sitze | Stimmen | Prozent | Sitze | Stimmen | Prozent | Sitze | Stimmen | Prozent | Sitze |      |
| ------------------------------------ | ------- | ----- | ------- | ------- | ----- | ------- | ------- | ----- | ------- | ------- | ----- | ---- |
| Wahlberechtigte                      | 13.280  | 100   | 33      | 13.803  | 100   | 33      | 14.375  | 100   | 33      | 14.844  | 100   | 33   |
| Wähler                               | 9.494   | 71,49 | —       | 9.855   | 71,4  | —       | 8.345   | 58,1  | —       | 9.784   | 66,0  | —    |
| Ungültige                            | 143     | 1,51  | —       | 233     | 2,36  | —       | 287     | 3,4   | —       | 305     | 3,1   | —    |
| Gültige                              | 9.351   | 98,49 | —       | 9.622   | 97,64 | —       | 8.058   | 96,6  | —       | 9.489   | 96,9  | —    |
| Christlich-Soziale Union im Saarland | 3.525   | 37,7  | 14      | 3.929   | 40,8  | 14      | 3.602   | 44,7  | 16      | 4.015   | 42,3  | 14   |
| SPD                                  | 2.662   | 28,47 | 10      | 3.490   | 36,3  | 12      | 3.367   | 41,8  | 14      | 3.642   | 38,4  | 13   |
| B90/Grüne                            | 499     | 5,34  | 1       | 870     | 9,0   | 3       | 388     | 4,8   | 1       | 380     | 4,0   | 1    |
| FDP                                  | 159     | 1,7   | —       | 332     | 3,5   | 1       | 217     | 2,7   | —       | 571     | 6,0   | 2    |
| AfD                                  | 968     | 10,35 | 3       | 574     | 6,0   | 2       | —       | —     | —       | —       | —     | —    |
| Die Linke                            | 126     | 1,35  | —       | 427     | 4,4   | 1       | 484     | 6,0   | 2       | 881     | 9,3   | 3    |
| UGKM                                 | 1.412   | 15,10 | 5       | —       | —     | —       | —       | —     | —       | —       | —     | —    |

Im März 2025 legte ein AfD-Mitglied sein Mandat im Gemeinderat nieder. Mangles Nachrücker besteht die AfD-Fraktion in der Folge nur noch aus zwei Mitgliedern. Die Anzahl der Ratsmitglieder reduziert sich nun auf 32.

### Bürgermeister
- 1974–1976: Alfons Senz (CDU)
- 1976–1996: Werner Woll (CDU)
- 1996–2023: Armin König (ursprünglich CDU, dann Bunt.saar, später parteilos)[14]
- seit 2023: Andreas Hübgen (CDU)[15]

Andreas Hübgen setzte sich bei der Direktwahl des Bürgermeisters am 24. September 2023 mit 50,17 % der Stimmen im ersten Wahlgang gegen Sabine Kleer (SPD, 27,32 %), Sebastian Biehler (FDP, 11,76 %) und Kimberly Dittke (Bündnis 90/Die Grünen, 10,75 %) durch.

### Beigeordnete
2019–2024
- Erster Beigeordneter: Hans-Peter Metzinger (Bündnis 90/Die Grünen)
- Beigeordneter: Hans-Dieter Schwarz (CDU)
- Beigeordneter: Wolfgang Scholl (CDU)

seit 2024
- Erster Beigeordneter: Michele Rossi (CDU)
- Beigeordneter: Sebastian Biehler (UGKM)
- Beigeordnete: Ina Gläs (Bündnis 90/Die Grünen)

In der konstituierenden Sitzung des Gemeinderates Illingen am 15. Juli 2024 konnte sich Michele Rossi (CDU) mit 16 zu 10 Stimmen gegen den Bundestagsabgeordneten Christian Petry bei der Wahl zum Ersten Beigeordneten durchsetzen.

### Wappen

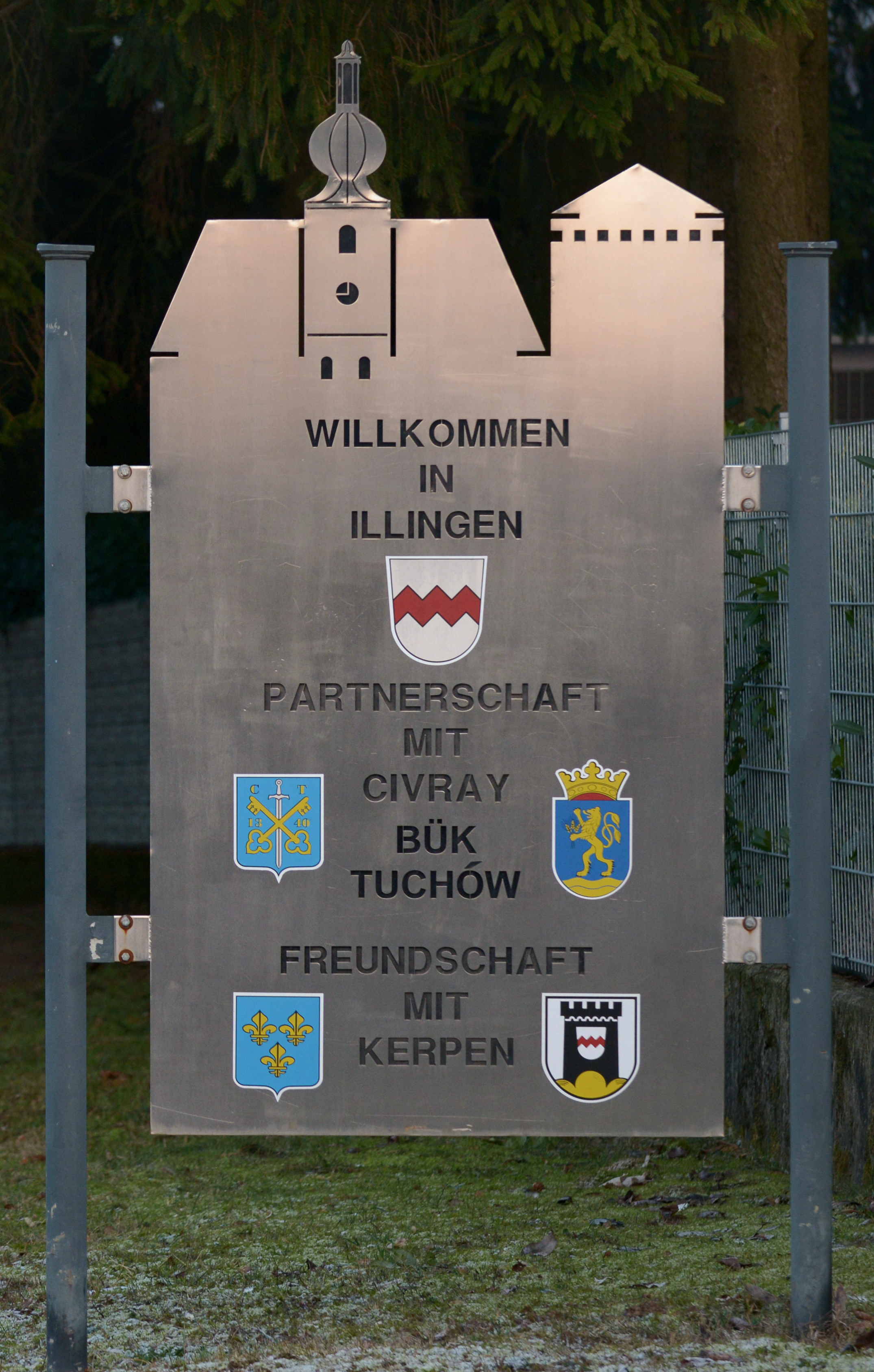
Städtepartnerschaften

Blasonierung: „Geviert, in 1 in Silber ein durchgehendes rotes Balkenkreuz, in 2 in Rot ein gestümmelter silberner Adler, in 3 in Blau ein rotgezungter, goldbekrönter, doppelschwänziger silberner Löwe, bewinkelt (bestreut) mit fünf silbernen Kleeblattfußspitzkreuzchen, und in 4 in Silber ein roter Zickzackbalken.“
Wappenerklärung: Das rote Balkenkreuz weist auf die frühere Zugehörigkeit zu Kurtrier hin, der silberner Löwe steht für die ehemalige Grafschaft Saarbrücken, der gestümmelte Adler ist der Adler von Lothringen, in dessen Herrschaftsgebiet Illingen einst lag, und der rote Zickzackbalken entstammt dem Wappen der Freiherren von Kerpen-Illingen, die bis 1794 herrschten.

### Partnerschaften
Die Gemeinde Illingen hat Partnerschaften und Freundschaftsverträge mit Tuchów in Polen, Bük in Ungarn und Toviklin in Benin. Die einzelnen Ortsteile unterhalten die
folgenden Partnerschaften:
- Ortsteil Illingen:  Civray (Vienne) (Frankreich)
- Ortsteil Hüttigweiler:  Verzy (Grand Est, Frankreich)
- Ortsteil Hirzweiler:  Walschbronn (Grand Est, Frankreich)
- Ortsteil Welschbach:  Schwerborn (Stadtteil von Erfurt)
- Ortsteil Wustweiler:  Woustviller (Grand Est, Frankreich)

## Wirtschaft und Infrastruktur

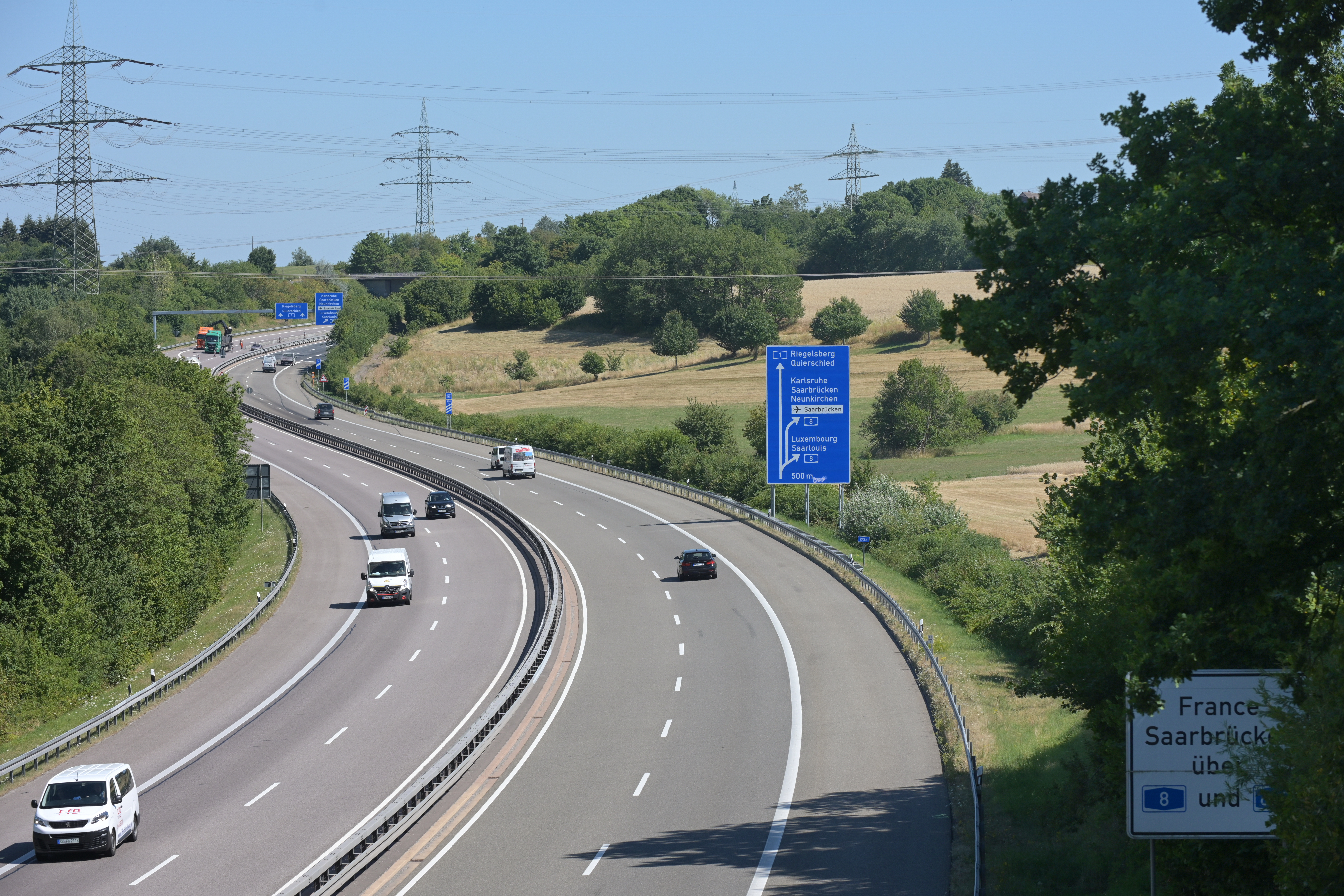
BAB 1 bei Uchtelfangen

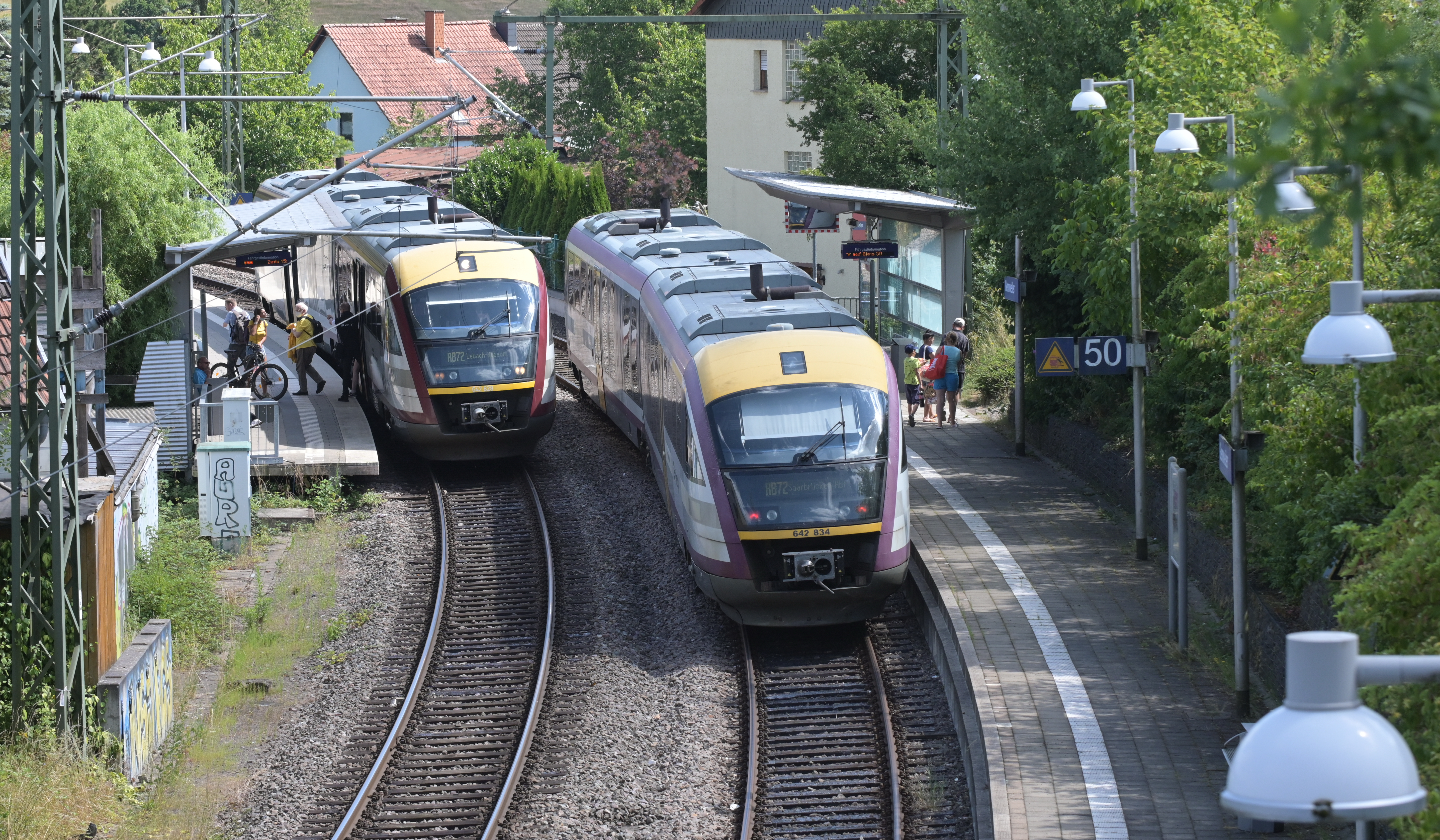
Haltepunkt in Gennweiler

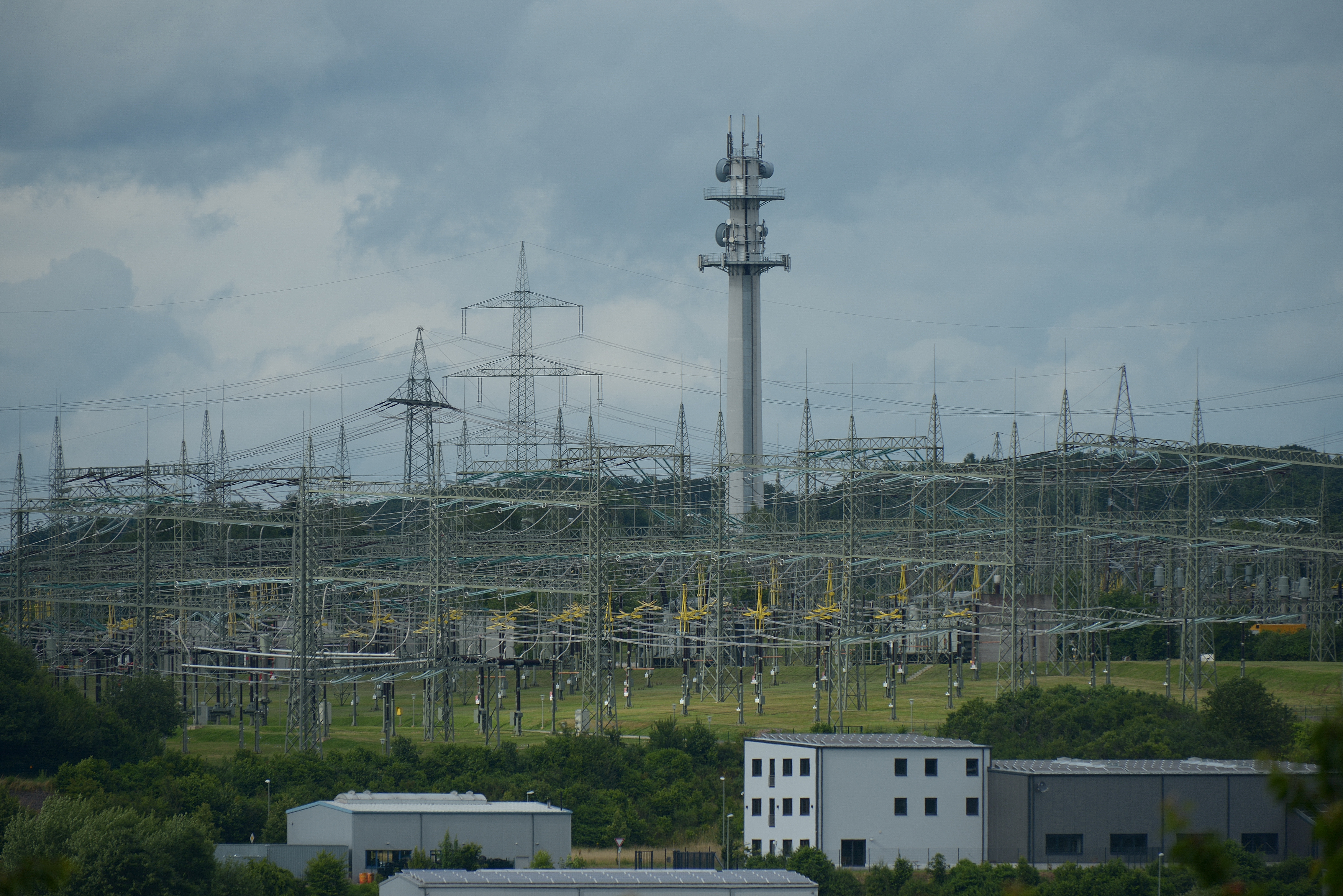
Umspannanlage in Uchtelfangen

### Verkehr

#### Straßen
Am Rande von Illingen, am Autobahnkreuz Saarbrücken, kreuzen sich die Bundesautobahnen A 8 (Luxemburg–Pirmasens) und die Bundesautobahn 1 (Lübeck–Saarbrücken); letztere hat eine Anschlussstelle Illingen (Abfahrt Nr. 142).

#### Öffentlicher Verkehr
Durch Illingen verläuft die Primstalbahn. Sie wird erstens von der stündlich verkehrenden Regionalbahnlinie Illingen–Homburg befahren, die im Gemeindegebiet außer am Startbahnhof Illingen auch am 2004 in Betrieb genommenen Haltepunkt Gennweiler hält. Zweitens verkehrt dort die ebenfalls stündliche Regionalbahnlinie Lebach-Jabach–Illingen–Saarbrücken, die hinter Gennweiler die 2006 in Betrieb genommene Wemmetsweiler Kurve zur Fischbachtalbahn nach Saarbrücken befährt. Letztere Linie hält außer an den beiden genannten Stationen auch am vor dem Bahnhof Illingen gelegenen Haltepunkt Wustweiler im gleichnamigen Ortsteil Illingens. Die beide Regionalbahnlinien wurden bis zum Fahrplanwechsel im Dezember 2019 von der DB Regio AG betrieben. Seit dem 15. Dezember 2019 bedient das Eisenbahnverkehrsunternehmen Vlexx GmbH die beiden Verbindungen. Mit Betriebsübernahme durch Vlexx kam es aufgrund von Lieferschwierigkeiten bei den 21 bestellten Zügen zu Ausfällen mehrerer Verbindungen. In den Bahnhöfen in Saarbrücken und Homburg besteht Anschluss an den Fernverkehr. Der Bahnhof Illingen ist ein wichtiger Umsteigepunkt im westlichen Teil des Landkreises Neunkirchen. Hier treffen auch Buslinien der Saar-Pfalz-Bus GmbH und der Neunkircher Verkehrs-AG (NVG) zusammen.

#### Gemeindeinterner Verkehr
Mit Wirkung zum 30. September 2020 wurde der Gemeindelinienverkehr mit dem Kerpenexpress nach über 20 Jahren eingestellt. Gründe hierfür waren die mangelnde Flexibilität und die hohen Kosten bei geringen Auslastung. Seit dem 1. Oktober 2020 betreibt die Gemeinde Illingen über das Projekt „Engagierte Stadt“ zusammen mit dem Arbeiter-Samariter-Bund Ortsverband Illingen den Bürgerbus „Illka“. Genutzt werden kann das Angebot von allen Personen, die in ihrer Mobilität eingeschränkt sind.

### Ortsansässige Unternehmen
- Die RWE AG betreibt die Umspannanlage Uchtelfangen, die im europäischen Stromtransportnetz eine bedeutende Rolle spielt.
- Im Ortsteil Uchtelfangen hat das Network-Marketing-Unternehmen Prowin Winter GmbH seinen Sitz.
- Gewerbegebiet „Am Saarbrücker Kreuz“ in Uchtelfangen ist Sitz vieler moderner Produktions- und Dienstleistungsbetriebe.
- Gewerbegebiet „A1 Interkommunal“ in Uchtelfangen, als erstes interkommunales Gewerbegebiet im Saarland von den Gemeinden Eppelborn und Illingen gemeinsam erschlossen und vermarktet.

### Regionale Währung

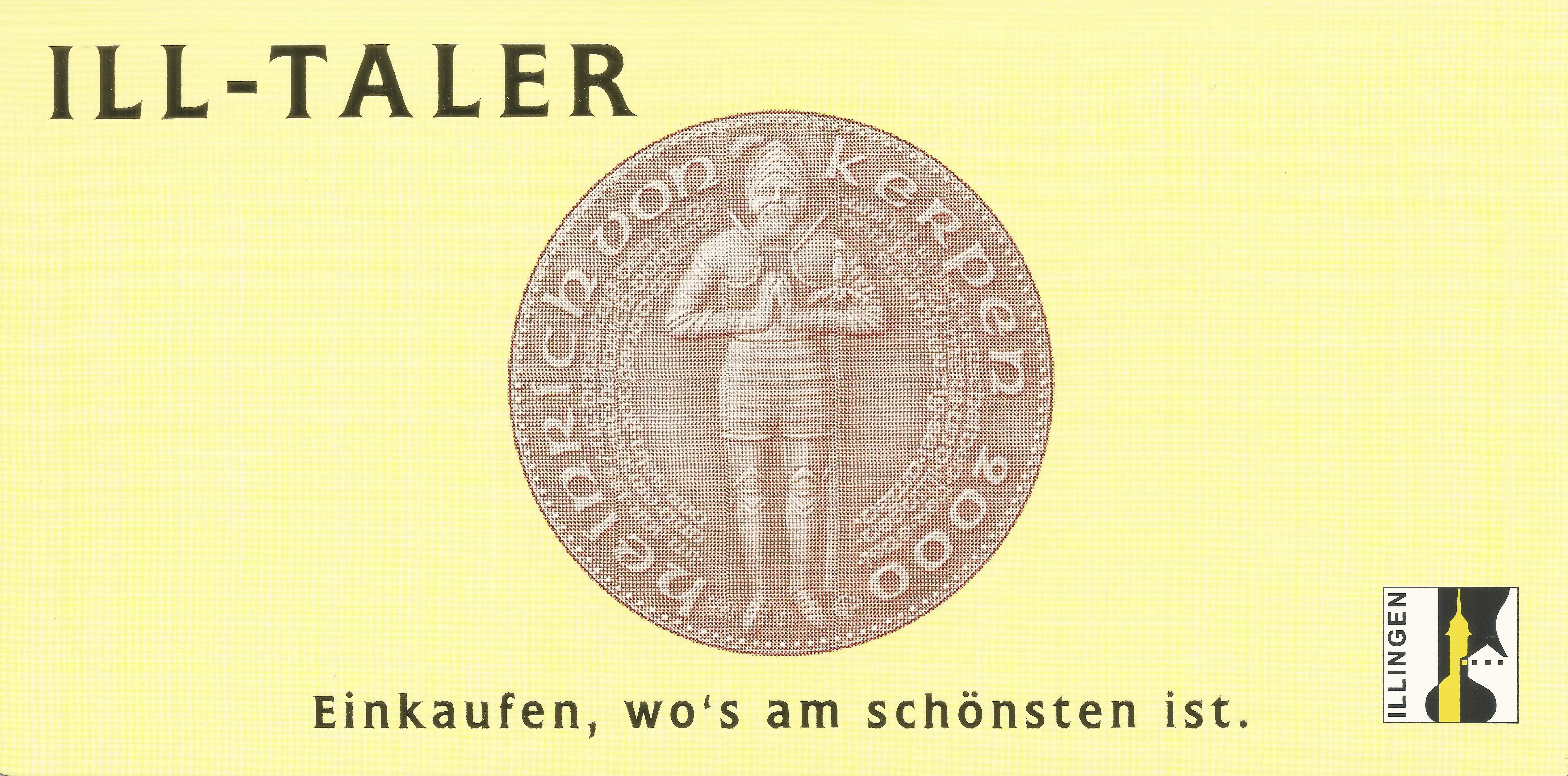
Illtaler

Im Oktober 2005 wurde der Illtaler als regionales Zahlungsmittel in Form von Gutscheinen eingeführt und kann mittlerweile in knapp 200 Geschäften und Betrieben eingelöst werden. Bis Anfang 2021 wurde damit in der Region eine Summe von rund 1,6 Millionen Euro umgesetzt.

### Bildungseinrichtungen

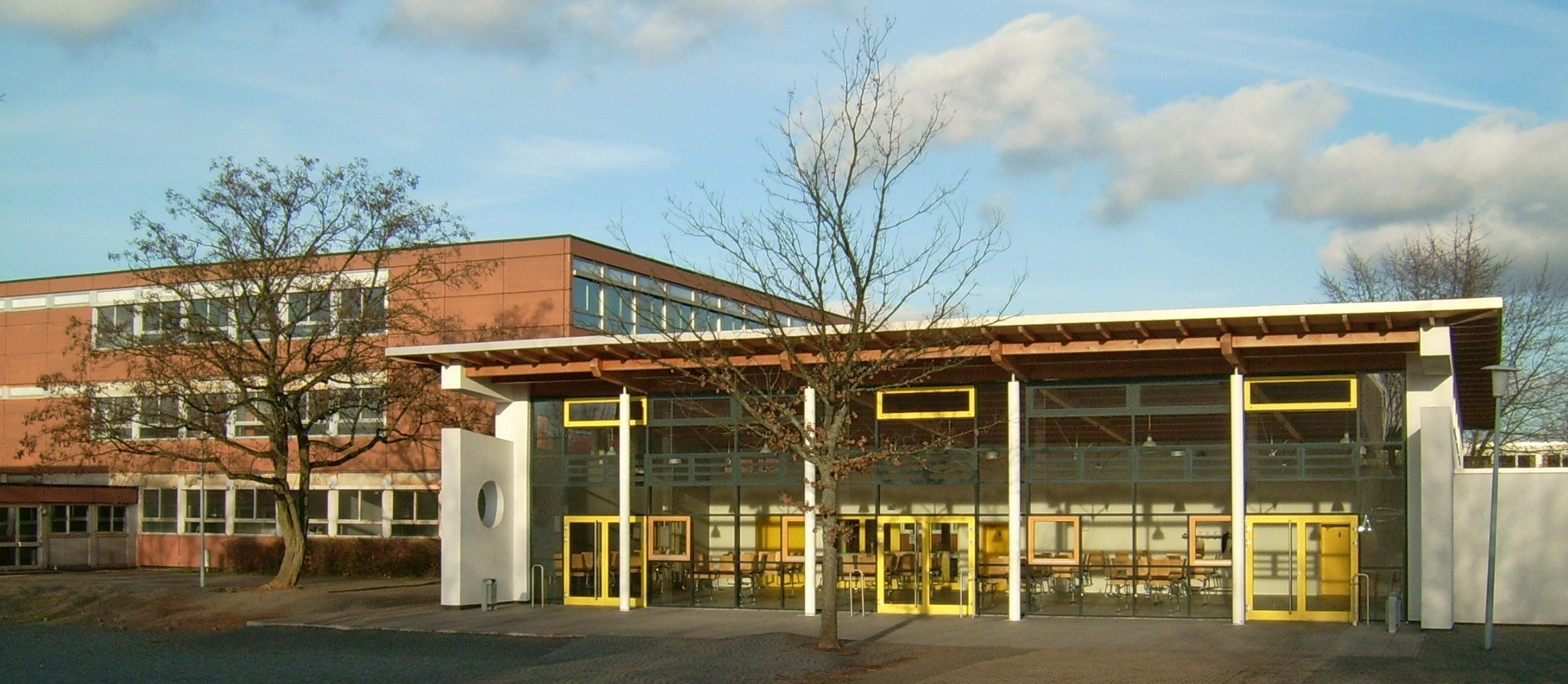
Illtal-Gymnasium Illingen

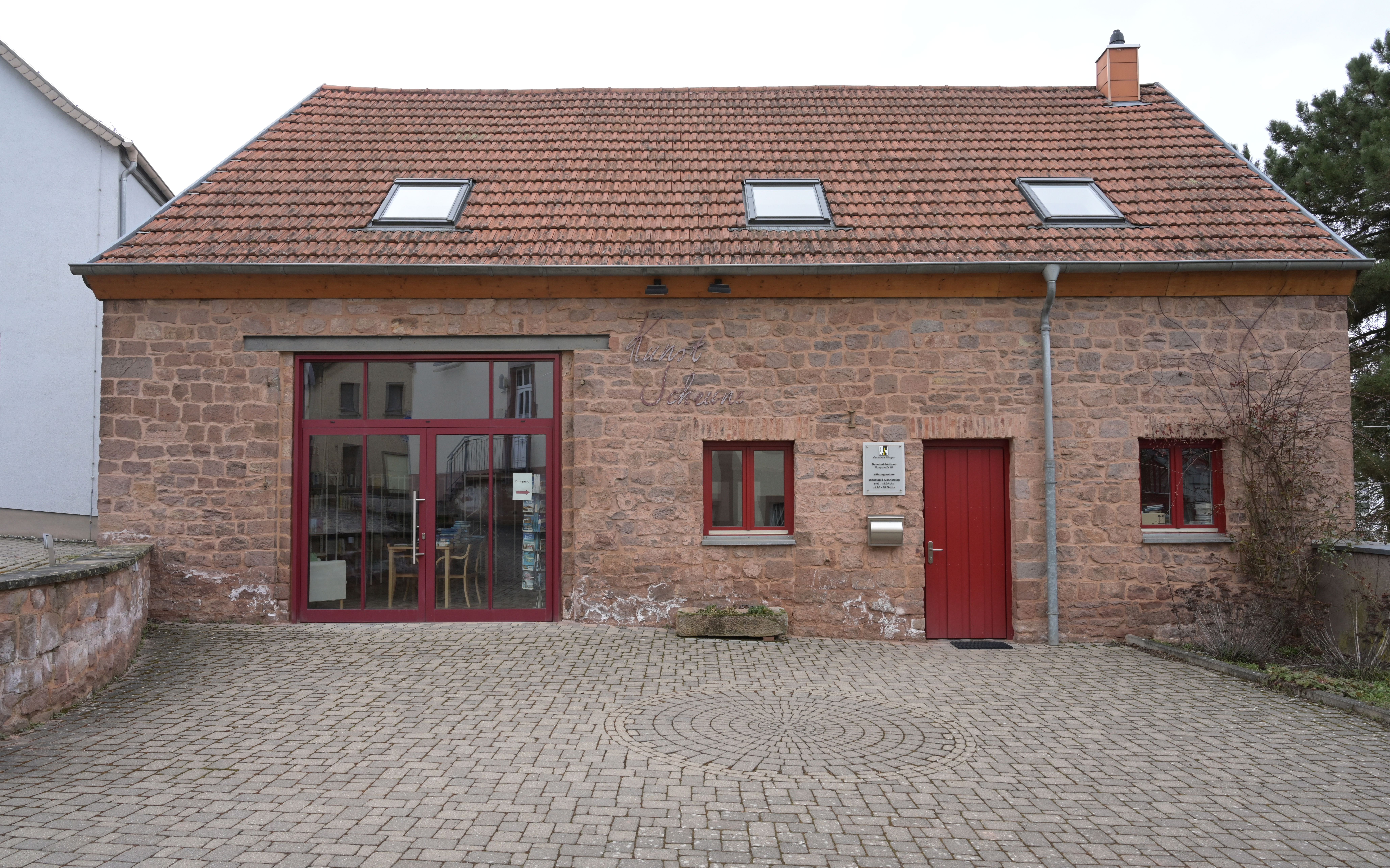
Gemeindebücherei

In der Gemeinde Illingen gibt es folgende Bildungseinrichtungen:

#### Kindergärten
- katholischer Kindergarten St. Stephan Illingen
- katholischer Kindergarten St. Josef Uchtelfangen
- evangelischer Kindergarten Uchtelfangen
- katholischer Kindergarten St. Maria Magdalena Hüttigweiler
- katholischer Kindergarten St. Josef Hirzweiler-Welschbach
- katholischer Kindergarten Herz-Jesu Wustweiler

#### Grundschulen
- Grundschule „Auf der Lehn“ Illingen
- Grundschule Uchtelfangen
- Grundschule „An der Ill“ Hüttigweiler

#### Gemeinschaftsschule
- Fortuin-Gemeinschaftsschule Illingen

#### Gymnasium
- Illtal-Gymnasium Illingen, UNESCO-Schule

#### Förderschule
- Kerpenschule Uchtelfangen – Förderschule mit dem Förderschwerpunkt Lernen

#### Erwachsenen- und Weiterbildung
- Volkshochschule Illingen e. V. mit Sitz in Wustweiler

#### Öffentliche Büchereien
- Gemeindebücherei Illingen und Dorfbücherei Hirzweiler[23]

### Medizin
Das frühere Krankenhaus St. Hedwig wurde zuletzt durch die cusanus trägergesellschaft trier mbH (ctt) als Fachklinik St. Hedwig (Fachklinik für neurologische Rehabilitation und Geriatrie) betrieben. Der Geschäftsbetrieb wurde im Juli 2023 eingestellt, die Patienten in die neue Klinik für Geriatrie und Neurologie der Hochwald-Kliniken nach Weiskirchen verlegt.

### Hilfsorganisationen

#### Freiwillige Feuerwehr
Die Freiwillige Feuerwehr Illingen setzt sich aus den fünf Löschbezirken Illingen, Uchtelfangen, Wustweiler, Ost (für die Ortschaften Hirzweiler und Hüttigweiler) und Welschbach zusammen. Sie hat mit ihren rund 200 aktiven Feuerwehrangehörigen etwa 18.800 Bürger zu betreuen. Der Feuerwehr stehen insgesamt 20 Lösch- und Sonderfahrzeuge zur Verfügung. Neben der Sicherstellung des Brandschutzes in den Orten der Gemeinde und der Industriegebiete in Uchtelfangen, Welschbach und Illingen ist die Feuerwehr der Gemeinde Illingen auch noch für einen Abschnitt der Bundesautobahn 1 zuständig. Die einzelnen Löschbezirke haben jeweils Aufgabenschwerpunkte, für die sie besonders ausgestattet sind. So sind zum Beispiel der LBZ Illingen für die technische Hilfe, LBZ Uchtelfangen für Wasserversorgung und Einsätze mit Gefahrstoffen und der Löschbezirk Ost für den Atemschutz zuständig. Mit verschiedenen Einsatzfahrzeugen wie Drehleiterfahrzeug L32A-XS 3.0, CBNR-Erkunder und GW-Atemschutz wird die Freiwillige Feuerwehr Illingen auch im Rahmen der interkommunalen Kooperation im Kreisgebiet des Landkreises Neunkirchen eingesetzt. Die Gemeinde Illingen gewährt seit Oktober 2022 der Freiwilligen Feuerwehr eine Ehrenamtsprämie. Der Gesamtbetrag in Höhe von 30.000 Euro wird zu gleichen Teilen an die ehrenamtlichen Helfer bei Teilnahme an einer Mindestanzahl von Übungen und Einsätzen ausgezahlt.

#### Technisches Hilfswerk
Die Bundesanstalt Technisches Hilfswerk (THW) beheimatet in Illingen einen lokalen Ortsverband mit einer Fachgruppe Wasserschaden/Pumpen und den Bergungsgruppen 1 und 2. Der Ortsverband verfügt weiter über einen Baufachberater für Einsätze nach Gebäudeschäden sowie ein Schneelast-Meßsystem. Für technisch interessierte Kinder und Jugendliche gibt es im Ortsverband die THW-Jugend. Im August 2018 wurde die neue Unterkunft in der Illinger Industriestraße in Betrieb genommen.

#### Deutsches Rotes Kreuz
Der Illinger Ortsverein des Deutschen Roten Kreuzes (DRK) wurde am 28. November 1911 gegründet und hat derzeit etwa 350 Mitglieder, davon 65 aktive Helfer. Die Aktiven sind im Rahmen der Gefahrenabwehr im Landkreis Neunkirchen im erweiterten Rettungsdienst mit der Schnelleinsatzgruppe, aber auch im Katastrophenschutz tätig. Hierzu stehen dem DRK insgesamt vier Einsatzfahrzeuge – zwei Rettungswagen (RTW), ein Krankentransportwagen (KTW) und ein Mannschafts- und Materialtransportfahrzeug – zur Verfügung. Neben den Sanitätsdiensten ist der Ortsverein auch bei öffentlichen Veranstaltungen für die Sicherheit der Teilnehmer und Besucher verantwortlich, so etwa bei Motorsportveranstaltungen oder dem Illinger Rosenmontagsumzug. Der Sozialdienst des Ortsvereins kümmert sich in erster Linie um die vier bis fünf Blutspendetermine im Jahr, die im Bistro des Illtal-Gymnasiums stattfinden. Der Ortsverein verfügt auch über eine Jugendrotkreuzgruppe.

#### Deutsche Lebens-Rettungs-Gesellschaft (DLRG)
Die DLRG Ortsgruppe Illingen e. V. wurde am 28. März 1973 im historischen Rundturm der Burg Kerpen gegründet. Die Ortsgruppe zählt derzeit ca. 190 Mitglieder, ein Großteil davon Kinder und Jugendliche im Schwimmtraining. Die Ortsgruppe ist hauptsächlich in der Schwimm- und Rettungsschwimmausbildung im Hallenbad Illingen aktiv und kann seit dem Jahr 2021 auf insgesamt fünf Ausbilder Schwimmen / Rettungsschwimmen zurückgreifen. Die DLRG Illingen unterstützt die Bademeister der Gemeinde seit vielen Jahren bei der Badeaufsicht im Freibad Uchtelfangen. Gemeindeübergreifend ist die DLRG Illingen an den Stauseen Bosen und Losheim tätig und unterstützt hierbei den DLRG Landesverband bei der Absicherung der Seen. Weiterhin ist die Ortsgruppe bei Veranstaltungen wie dem Eisschwimmen der Merchweiler Seelöwen oder dem Triathlon des Schwimmclubs Illingen aktiv.

#### Arbeiter-Samariter-Bund
Der Arbeiter-Samariter-Bund (ASB) Ortsverband Illingen wurde 1988 gegründet und hat 1119 Mitglieder. Der Ortsverband beliefert ältere, kranke oder behinderte Menschen mit fertig zubereiteter Mahlzeiten, bietet das Generationenfrühstück an, führt Erste-Hilfe-Kurse durch und betreibt ein Mädchencafé. Mit dem Projekt „Engagierte Stadt“ beteiligt sich der Ortsverband an der Flüchtlingshilfe. Ferner wurde durch den ASB mit weiteren Beteiligten auf dem Friedhof in Illingen ein Fötengrabfeld eingerichtet.

#### Rettungswache
Die Rettungswache Illingen mit zwei Rettungswagen und einem Krankentransportwagen untersteht dem Deutschen Roten Kreuz, Landesverband Saarland und ist direkt neben der Fachklinik St. Hedwig stationiert.

### Neue Ortsmitte

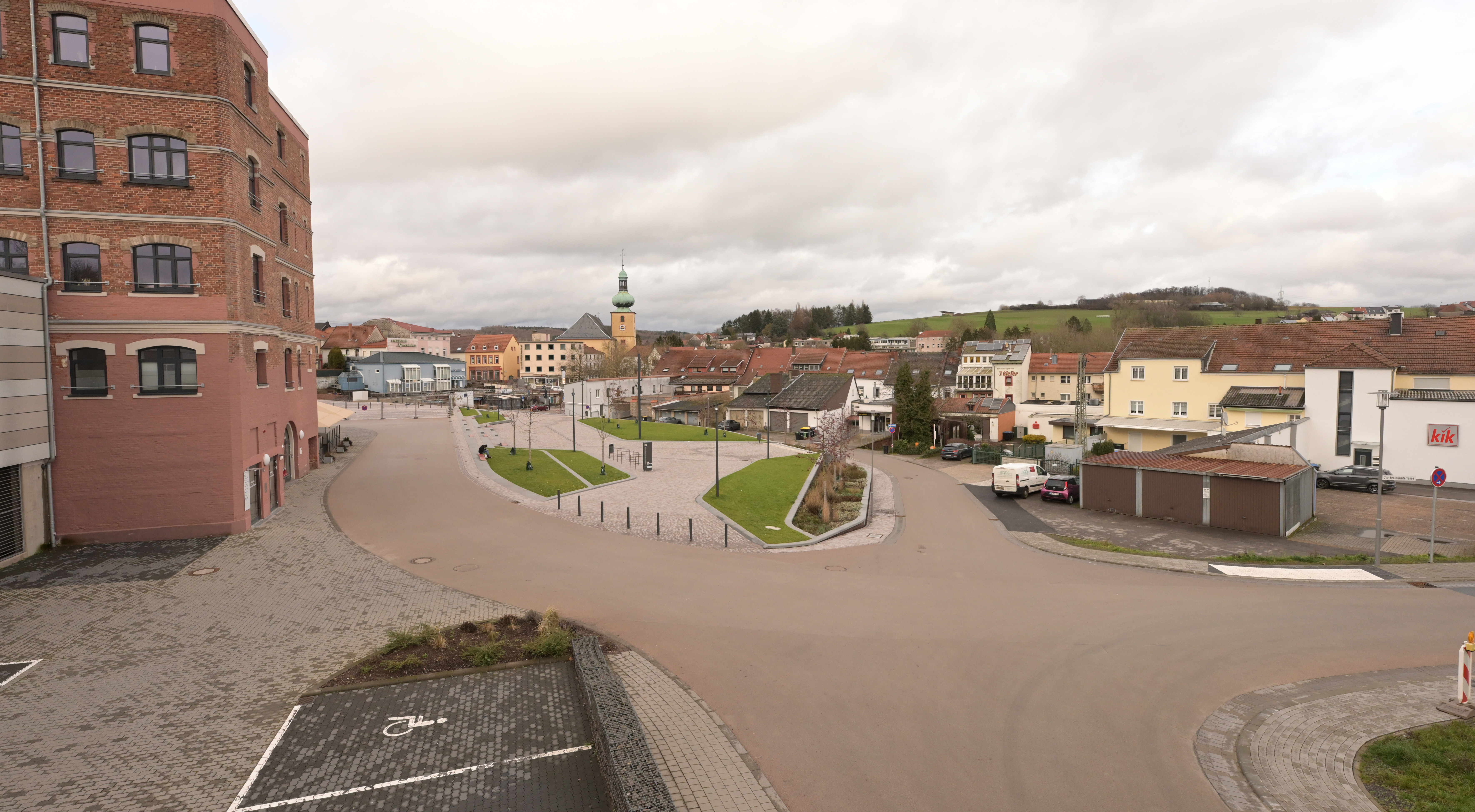
Baustelle an der Brauturmgalerie (2023)

Auf dem Gelände des ehemaligen Wurst- und Fleischwarenherstellers Höll im Zentrum von Illingen entsteht auf einer Fläche von zwei Hektar die neue Ortsmitte von Illingen. Nach Betriebsaufgabe von Höll im Jahr 2001 standen die Werkshallen zwischen Bahnhof und Hauptstraße mehrere Jahre leer, bevor 2015 nach langer Projektplanung mit dem Abriss der alten Fabrik begonnen wurde. Durch private Investoren entstand das neue Quartier „Brauturmgalerie“ in dessen Zentrum der alte Brauturm der ehemaligen Brauerei Louis Hohlweck steht. Die Brauturmgalerie beinhaltet einen Mix aus Gastronomie, Einzelhandel, Wohnungen, Büro-, Praxisräumen und Parkflächen. Die Arbeiten am Areal sollten im Sommer 2023 abgeschlossen sein, die Fertigstellung des 1. Bauabschnitts erfolgte im August 2022. Zum Tag der Städtebauförderung am 13. Mai 2023 wurde der 2. Bauabschnitt „Neuer Markt“ mit Treppe und den Ill-Kaskaden eingeweiht. Risse im Dach der Tiefgarage verzögern die Arbeiten. Die Gesamtkosten für Brauturmgalerie und Freiraumgestaltung (letztere mit 80 Prozent von EU-Kommission, dem Bund und vom Land gefördert) belaufen sich auf circa 34 Millionen Euro.

## Kultur und Sehenswürdigkeiten

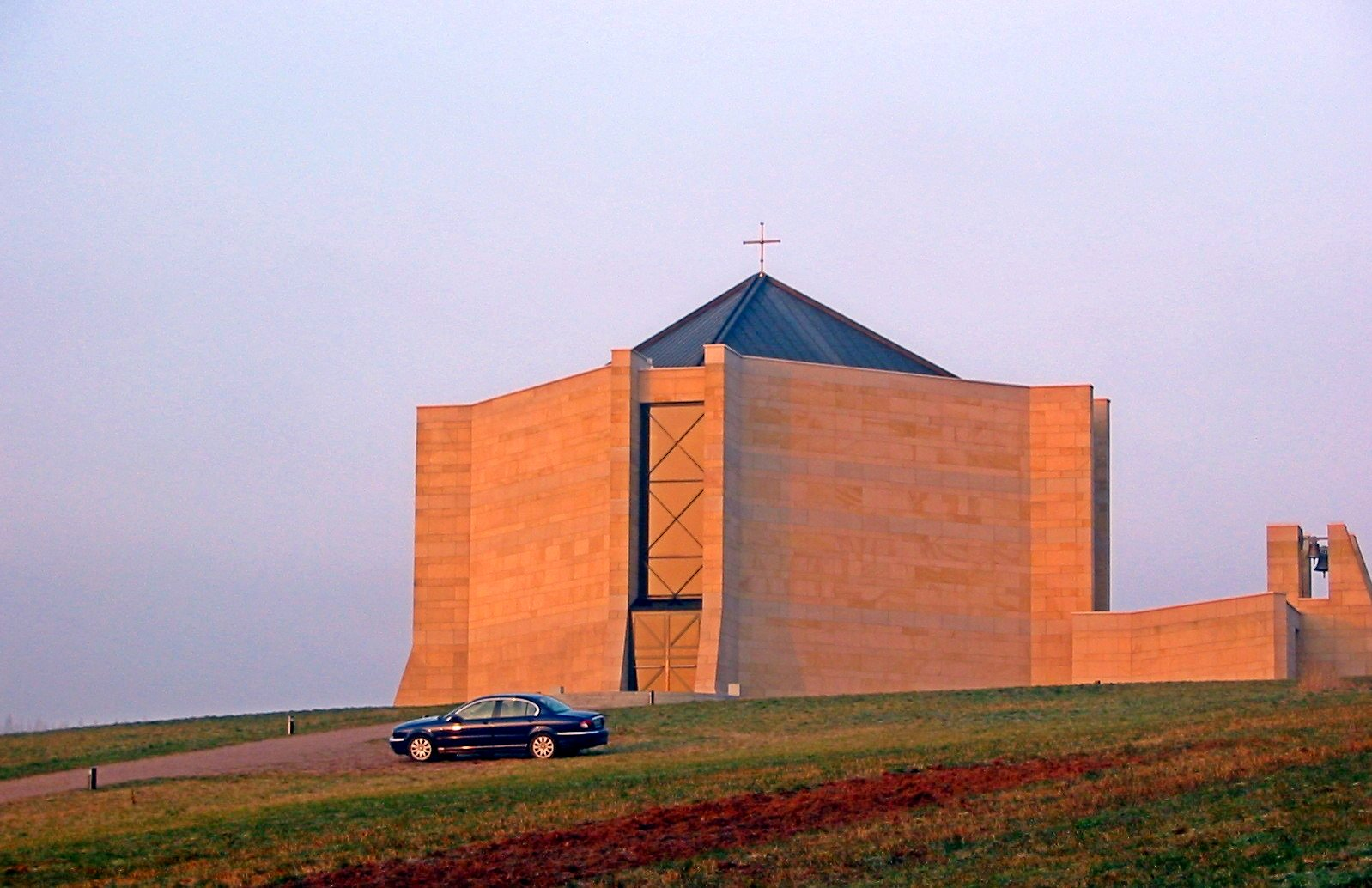
Statio Dominus Mundi

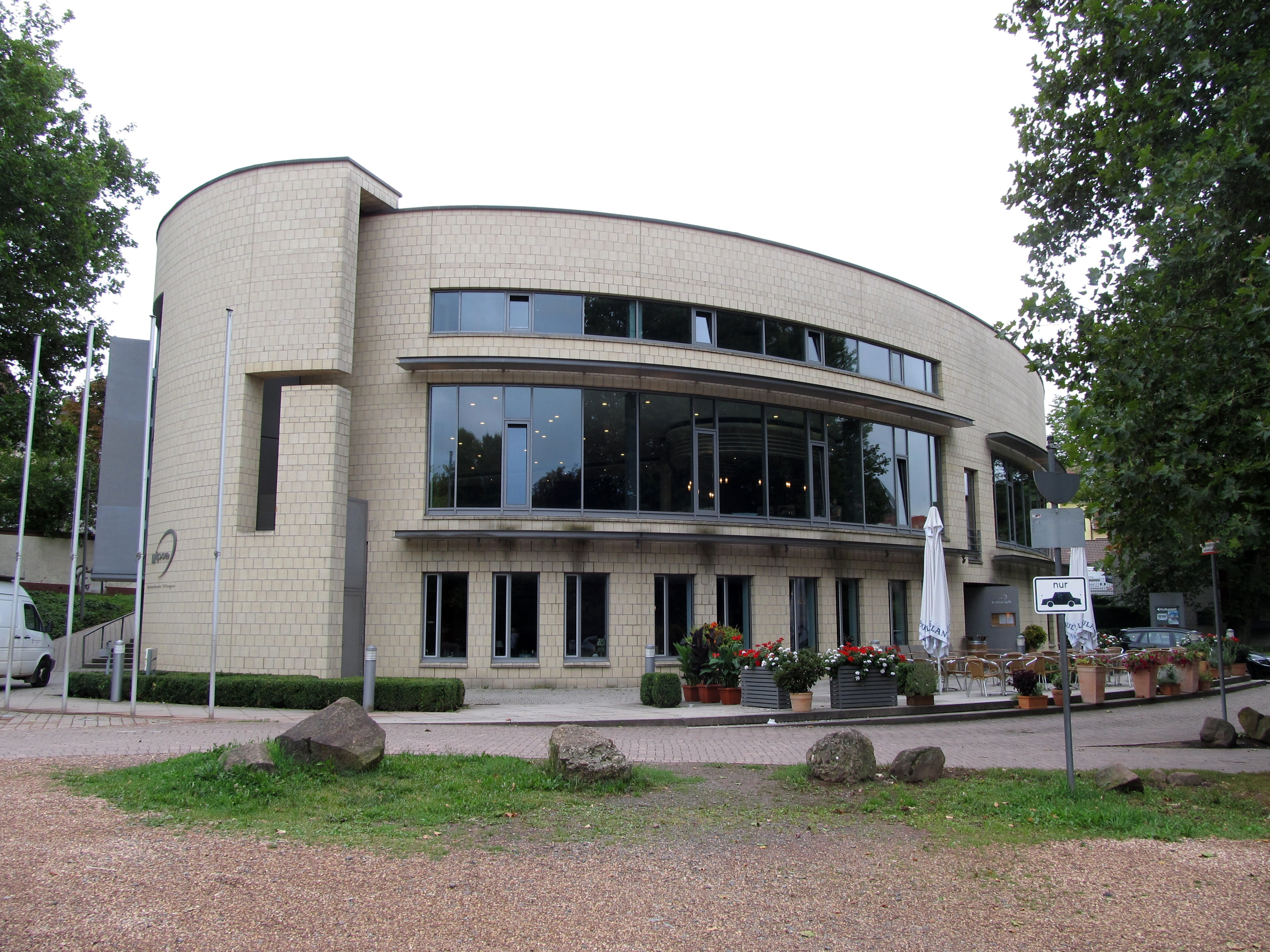
Kulturforum Illipse

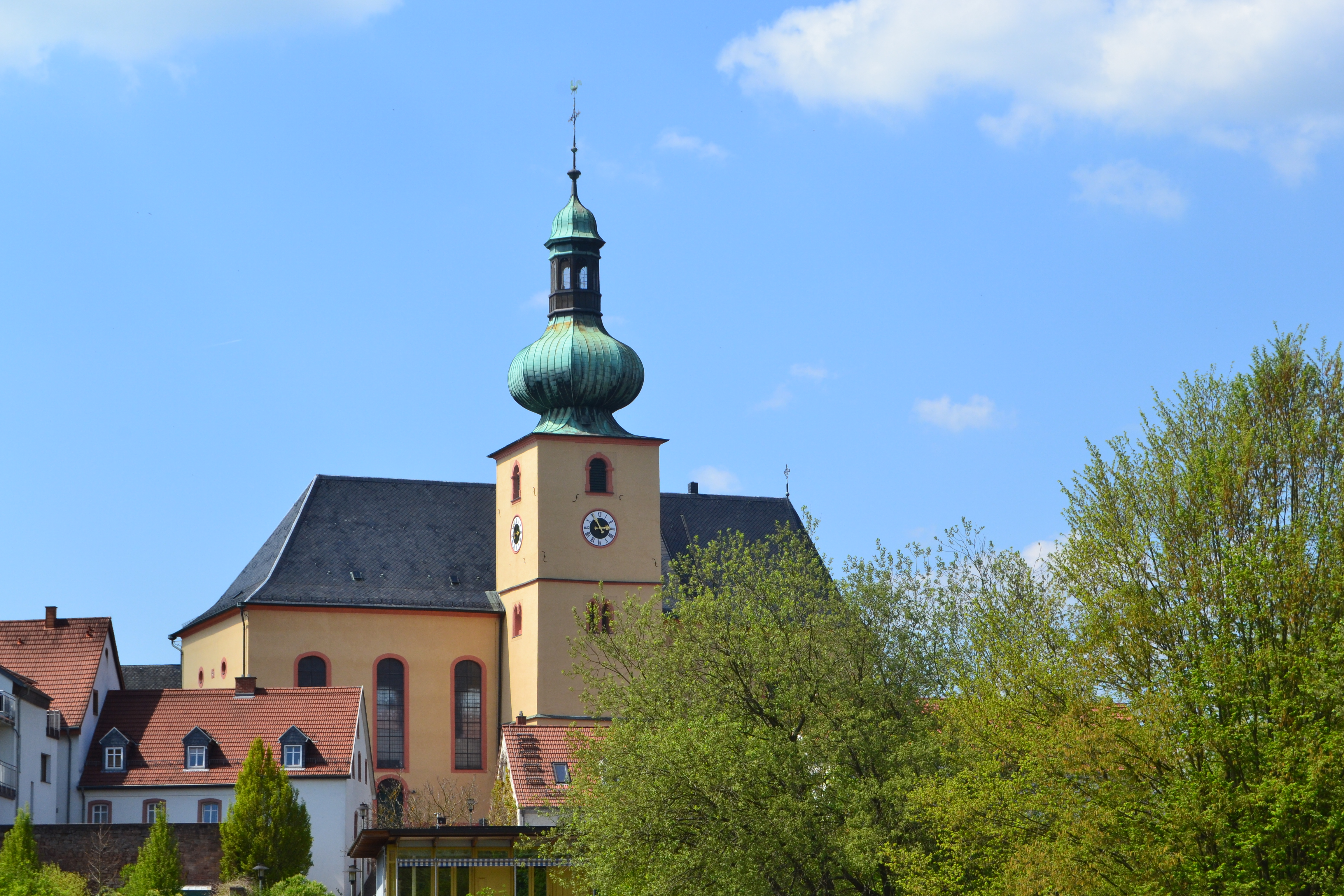
Die Illinger Kirche St. Stephan mit dem für die Region außergewöhnlichen Zwiebelturm.

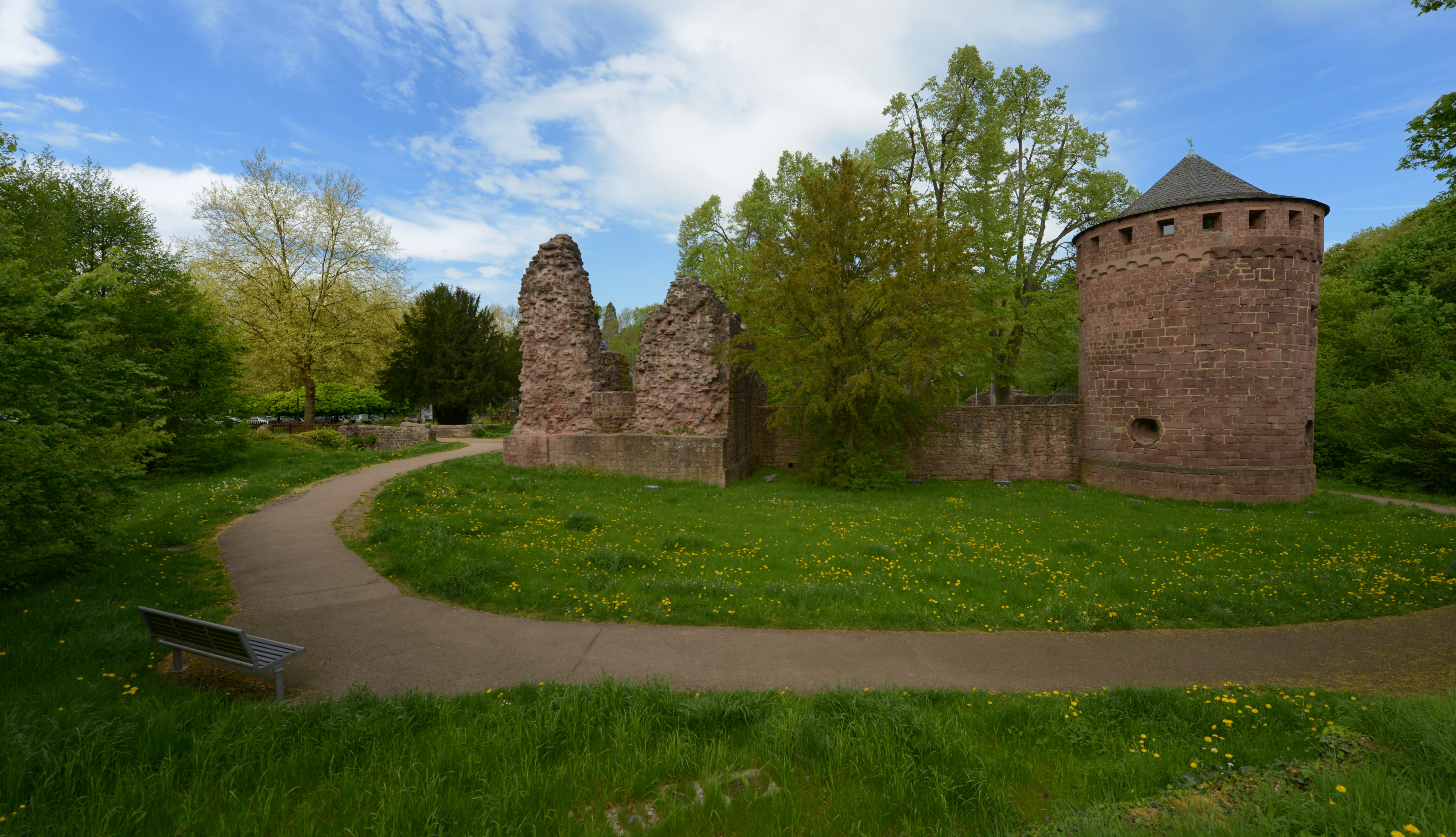
Burg Kerpen

### Museen
Ein bedeutendes kulturelles Zentrum, das eine saarlandweit einmalige Sammlung mittelalterlicher Meister mit religiösen Motiven zeigt (darunter einem Bild von Lucas Cranach dem Älteren) ist die in Privatbesitz befindliche Kapelle Statio Dominus Mundi im Ortsteil Wustweiler. Der moderne Sakral- und Kunstbau wurde 2002 vom Münchener Architekten Alexander Freiherr von Branca gestaltet.

### Kultur
Mit der Illipse verfügt Illingen über eine moderne Kulturhalle, in der unterschiedliche Veranstaltungen aus den Bereichen Klassik, Jazz, Blues, Rock, Theater, Kabarett, Operette und volkstümliche Angebote (Mundartbühne) dargeboten werden. Populär sind vor allem das traditionelle Neujahrskonzert, die Gumbo-Jazz-Serie in Kooperation mit dem Saarländischen Rundfunk sowie ein Festival der Irischen Musik und das A-cappella-Festival Stimmflut (beispielsweise mit Viva Voce). Während der COVID-19-Pandemie und der damit verbundenen Veranstaltungsverbote richtete die Gemeinde Illingen in der Illipse die Veranstaltungsreihe „Illtonic“ aus. Die Konzerte und Lesungen wurden aus der leeren Halle per Live-Stream in das Internet übertragen.

### Regelmäßige Veranstaltungen
- Illingen ist Marktgemeinde mit großen Jahrmärkten und Wochenmärkten (freitags) sowie dem Burg- und Weiherfest und dem traditionellen Wurstmarkt im Oktober.
- Der Illinger Viehmarkt alle 2 Jahre am 1. Sonntag im Mai ist in dieser Form saarlandweit einmalig.
- Der Illinger Rosenmontagszug ist der zweitgrößte Fastnachtsumzug im Landkreis Neunkirchen und zieht jährlich 10.000 bis 15.000 Besucher an.
- Der DARC e. V. Ortsverband Illingen Q13 veranstaltet jedes Jahr im März die „Illinger Tagung“ im Kulturforum Illipse.
- Neben vielen Konzerten über das ganze Jahr gehören die Veranstaltungen Große Nachtmusik, Wustock (bis 2024)[39], Impression Musicale und Burg Open Air seit vielen Jahren zum festen Kulturkalender im Illtal.

### Bauwerke
Die Barockkirche St. Stephan mit Zwiebelturm und Lehoczky-Fenstern, denkmalgeschützte Ensembles in der Kirchenstraße mit Gerberschule (um 1850), das Pfarrhaus aus dem Jahr 1731 von Gregor Mäs, das sehenswerte Rathaus aus dem Jahr 1876 von Ludwig Israel mit beeindruckender Deckenarbeit im Rathaussaal und das Kulturforum Illipse sind markante Bauwerke der Illtalgemeinde Illingen.
Zweites Wahrzeichen der Gemeinde neben der Barockkirche St. Stephan ist die Burg Kerpen mit dem Burgpark. Auch die Bergkapelle zu den sieben Schmerzen Mariens mit einer Pietà von Matthias Weyser ist durch Männerwallfahrt und die Wallfahrt der südwestdeutschen Sinti (die 1955 von Gemeindepfarrer Arnold Fortuin begründet wurde) überregional bekannt.
Sehenswert ist darüber hinaus die Kreuzigungsgruppe auf dem Illinger Friedhof von Matthias Weyser (1790).
Auf dem Jüdischen Friedhof von 1747 Heisterstraße / Raßweilerweg sind etwa 180 intakte Grabsteine erhalten.
siehe auch: Liste der Baudenkmäler in Illingen und Liste der Stolpersteine Illingen

### Sehenswertes in den Ortsteilen
Wustweiler: Sakral- und Kunst-Ausstellungsbau Statio Dominus Mundi mit Werken mittelalterlicher Meister in der Waldstraße; Gemeinschaftszentrum „Alt School“ mit Ausstellungsstücken aus der Kelten- und Römerzeit.
Hirzweiler: Erlebnisweg „Rund ums liebe Vieh“.
Hüttigweiler: Pfarrkirche St. Maria Magdalena.
Welschbach: katholische Pfarrkirche St. Laurentius, Rosengarten Welschbach; Dorfplatz, Wandergebiet „Im Roth“, Erlebnisweg „Nach der Schicht“.
Uchtelfangen: Die spätbarocke evangelische Kirche aus dem Jahr 1771 sowie die neugotische katholische Kirche, 1890 von Reinhold Wirtz erbaut. Diese gilt auch als der Dom des Illtals.
Die Naherholungsgebiete Hosterwald (am Rand von Wustweiler, Hüttigweiler und Hirzweiler) und Sonnenborn (Uchtelfangen) mit beheiztem Freibad, Waldhütte und Kneippanlage.

## Natur und Umwelt

### Illrenaturierung

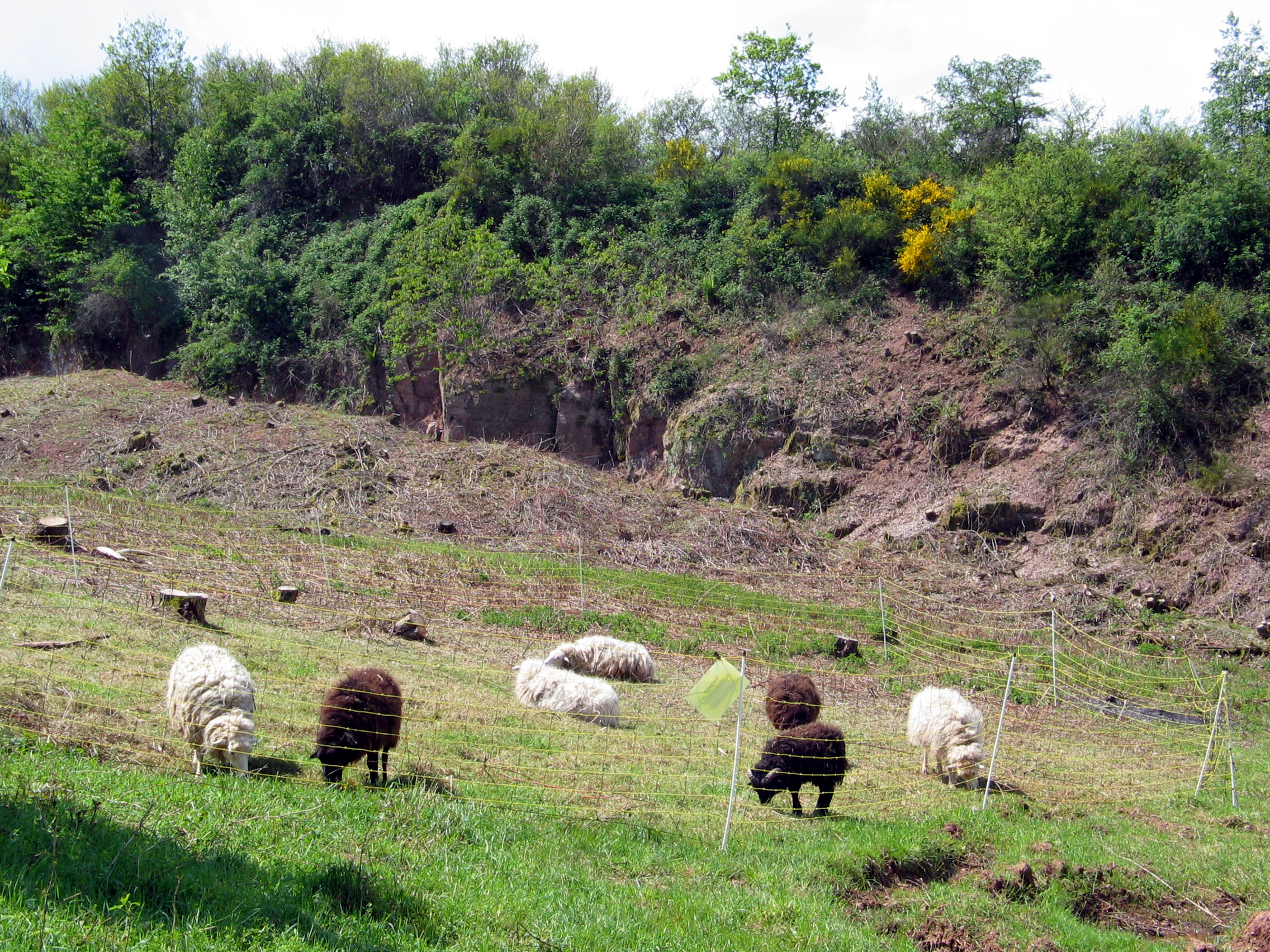
Biotop Kiesgrube Hirzweiler-Welschbach

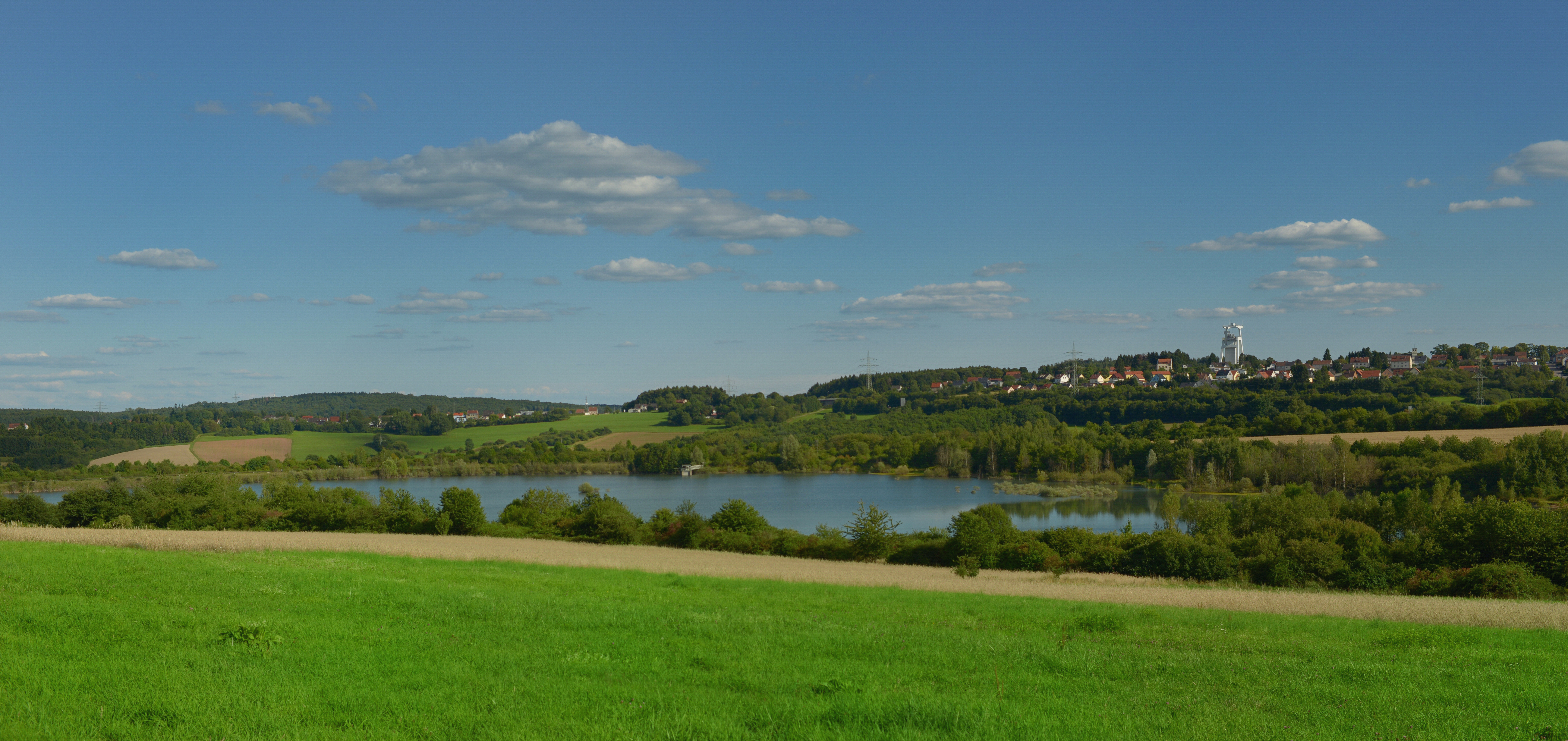
Schlammweiher Hahnwies – Landschaftslabor der LIK.Nord

Illingen ist Teil des gesamtstaatlich repräsentativen Projekts Zweckverband Natura Ill-Theel, das von den Gemeinden Illingen, Eppelborn, Lebach, Marpingen, Merchweiler und Tholey getragen wird. Das Projektgebiet umfasst unter anderem das gesamte Einzugsgebiet der Ill mit rund 125 Quadratkilometern. Die Illaue ist mit den Tälern der Nebenbächen das größte Naturschutzgebiet im Saarland. 1994 wurden nach 150 Jahren erstmals im Saarland wieder Biber an der Ill angesiedelt. Damit wurde die Natur selbst zum Baumeister und zum dauerhaften Garanten der Renaturierung. Gemeinsam mit Kooperationspartnern wurde im Rahmen eines Pilotprojektes der Bereich der alten Kiesgrube Hirzweiler-Welschbach zu einem Biotop für Amphibien und andere gefährdete Tier- und Pflanzenarten entwickelt. Dabei spielen eine Schafherde (Skudden) sowie eine Ziegenherde (Thüringer Waldziege) die Rolle des Landschaftspflegers. Durch die extensive ganzjährige Beweidung mit den beiden Herden wird die Verbuschung der Landschaft vermieden und so ihr Biotopcharakter nachhaltig bewahrt. Die Kiesgrube Hirzweiler-Welschbach ist für Fußgänger öffentlich zugängig.

### Landschaft der Industriekultur Nord (LIK.Nord)
Illingen gehört dem Naturschutzgroßprojekt Landschaft der Industriekultur Nord (LIK.Nord) an. Die Städte Neunkirchen und Friedrichsthal, die Gemeinden Illingen, Merchweiler, Schiffweiler und Quierschied sowie der Landkreis Neunkirchen und die Industriekultur Saar GmbH (IKS) haben sich zu einem Zweckverband zusammengeschlossen und 2009 den Bundeswettbewerb „Naturschutzgroßprojekte und ländliche Entwicklung“ des Bundesumweltministerium gewonnen. Ziel des Projekts ist die zukunftsfähige Entwicklung der altindustriellen und vom Bergbau geprägten Landschaft zu gestalten. Hierdurch soll der Artenreichtum der Landschaft durch Pflege und gezielte Eingriffe erhalten und weiter ausgebaut werden. Auf dem Gebiet der Gemeinde Illingen befindet sich das Landschaftslabor „Neuerfindung der Bergmannskuh“ sowie am Schlammweiher Hahnwies das Landschaftslabor „Vogelzug und wilde Weiden“. Das Projekt befindet sich seit Ende 2013 in der Umsetzungsphase.

## Persönlichkeiten

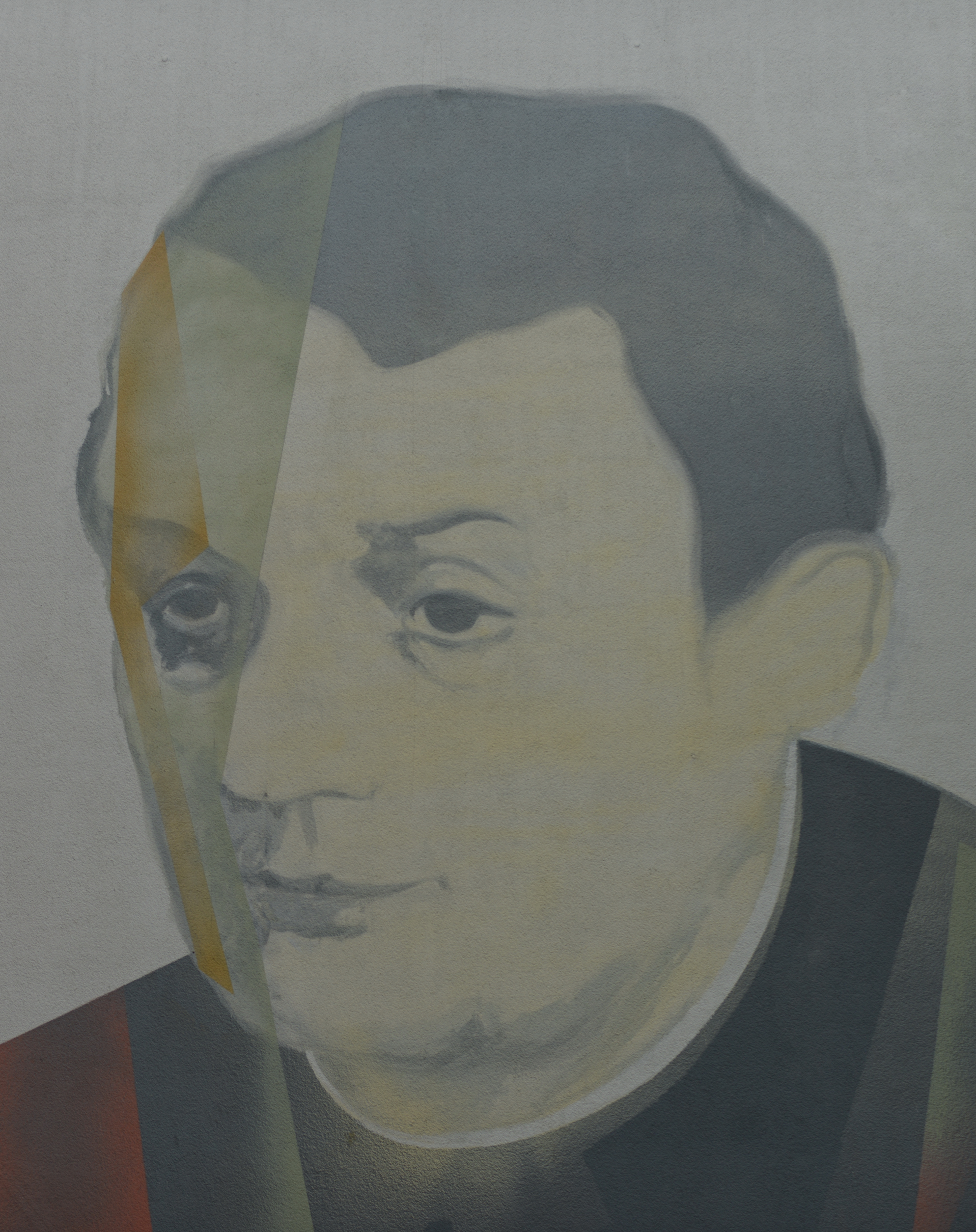
Porträt von Arnold Fortuin an einer Hauswand in Berlin

### Personen, die in Illingen geboren wurden
- Wilhelm von Kerpen (1741–1823), österreichischer General
- Paul Guthörl (1895–1963), Geologe und Paläontologe.
- Aloysius Nieder (1903–1945), Steyler Missionsschwester und Märtyrin
- Elieser Berlinger (1904–1985), Rabbiner von Malmö, war 1943 an der Rettung von 8.000 Juden aus Dänemark beteiligt
- Anton Schmitt († 1916), Bootsmannsmaat der deutschen Marine im Ersten Weltkrieg
- Otmar Kessler (1924–1989), Jurist und Politiker, Abgeordneter zum Saarländischen Landtag
- Alfons Senz (1924–2010), Politiker und Bürgermeister von Illingen von 1974 bis 1976
- Marlies Krämer (* 1937), Kommunalpolitikerin, Frauenrechtlerin und Autorin
- Josef Dörr (* 1938), Politiker und Autor
- Karl Josef Lesch (* 1946), römisch-katholischer Theologe
- Karl-Josef Jochem (1952–2024), Politiker (FDP, ÖDP)
- Franz Josef Schäfer (* 1953), Lehrer, Historiker und Autor
- Peter Müller (* 1955), Richter des Bundesverfassungsgerichts, Ministerpräsident des Saarlandes von 1999 bis 2011
- Isolde Ries (* 1956), Politikerin, Abgeordnete zum Saarländischen Landtag
- Eugen Roth (* 1957), Gewerkschaftsfunktionär und Politiker, Mitglied des Landtags des Saarlandes
- Bernd Seel (* 1957), römisch-katholischer Theologe, Sozialwissenschaftler und Autor
- Bruno Schirra (* 1958), Journalist
- Lulu Weiss (* 1959), Jazzgitarrist
- Reiner Keller (* 1962), Soziologe und Hochschullehrer
- Christoph Sahner (* 1963), Leichtathlet und Olympiateilnehmer
- Jochen Krämer (1964–2009), Schlagzeuger
- Dirk Rothbrust (* 1968), Schlagwerker und Komponist
- Beatrice Sonntag (* 1979), Reisebuchautorin
- Patrick Herrmann (* 1991), Fußballspieler

### Personen, die im Ort gewirkt haben
- Ernst Thrasolt (1878–1945), katholischer Pfarrer, Dichter, Mitbegründer der katholischen Jugendbewegung, Pazifist.
- Arnold Fortuin (1901–1970), katholischer Pfarrer in Illingen und Beuren. Er rettete in der Zeit des Nationalsozialismus zahlreiche Sinti und Roma.